# Roger Reijners
Roger Reijners (* 10. Februar 1964 in Roermond) ist ein ehemaliger niederländischer Fußballspieler und derzeitiger Trainer. Von 2010 bis 2015 war er als Nachfolger von Vera Pauw Trainer der niederländischen Fußballnationalmannschaft der Frauen. Unter ihm gelang es den Niederländerinnen sich erstmals für eine WM-Endrunde zu qualifizieren. Aktuell ist er Trainer der Frauen von Fortuna Sittard.

## Karriere

### Vereine
In seiner Jugend spielte Reijners für Vv Victoria und die Rooms-Katholieke Sportvereniging Neer (RKSVN). 1983 wechselte er zu Fortuna Sittard und spielte dort acht Jahre in der Eredivisie. Der Verein pendelte in dieser Zeit zwischen Platz 7 und Platz 14. In seiner ersten Saison erreichte er mit Sittard das niederländische Pokalfinale, verlor dieses aber mit 0:1 gegen Feyenoord Rotterdam. 1992 wechselte er zum MVV Maastricht, mit dem er 1995 in die Eerste Divisie abstieg. Danach beendete er seine aktive Spielerkarriere und wurde Trainer.

### Nationalmannschaft
Reijners bestritt im Mai 1984 vier Spiele für die U-21-Mannschaft der Niederlande.

### Trainer
Reijners war zunächst Trainer der Jugendmannschaften von MVV. Ab 2000 war er Trainer der Profimannschaft, die zu dieser Zeit wieder in der Eerste Divisie spielte. 2003 wechselte er zu Fortuna Sittard, wo er zunächst wieder als Jugendtrainer arbeitete. Nach einem Jahr wurde er Assistenztrainer der in der Eerste Divisie spielenden Profimannschaft, die er 2007 als Cheftrainer übernahm.
Nachdem Vera Pauw, die Trainerin der niederländischen Fußballnationalmannschaft der Frauen im März 2010 nach Differenzen mit der Verbandsführung ihren Rücktritt als Bondscoach erklärte, wurde Reijners im November 2010 ihr Nachfolger. Er unterschrieb einen Vertrag bis zu den Olympischen Spielen 2016.
Unter ihm gelang es den Niederländerinnen erneut sich für die EM 2013 zu qualifizieren. Dort kam für die von Einigen als Geheimfavorit gehandelten Niederländerinnen aber das Aus in der Vorrunde, wobei sie als einzige Mannschaft kein Tor erzielte, aber immerhin dem späteren Europameister Deutschland ein torloses Remis abtrotzten, wobei sie zeitweise die bessere Mannschaft waren. Besser lief es in der Qualifikation für die WM 2015. Zwar konnte sich die Mannschaft nicht direkt qualifizieren, denn hinter Norwegen wurde nur Platz 2 belegt. In den Playoffs der vier besten Gruppenzweiten setzten sich die Niederländerinnen dann aber gegen Schottland und Italien durch, womit sie sich erstmals für die WM qualifizierten. Nach der Frauenfußball-Weltmeisterschaft 2015 in Kanada, trennte sich der Koninklijke Nederlandse Voetbal Bond von Reijners.
Von März 2022 bis 2024 war er Trainer der Frauenmannschaft von Fortuna Sittard. Zur Saison 2024/25 wurde er Assistenztrainer der Frauen des AC Mailand.